# Maxwell Perry Cotton
Pour les articles homonymes, voir Cotton.
Maxwell Perry Cotton est un acteur américain né le 7 mai 2000 à San Diego en Californie aux États-Unis.

## Biographie
Fils de Jason et d'Hillary Cotton, il a également un petit frère, Mason Vale Cotton, lui aussi acteur (connu pour son rôle de MJ Delfino, dans la série Desperate Housewives).
Il est notamment connu pour avoir joué Cooper Whedon dans la série Brothers and Sisters et le fils de M. Popper dans Monsieur Popper et ses pingouins avec Jim Carrey. 
Il a commencé sa carrière à 4 ans dans des publicités pour Mattel et Hanes. 
Il est amateur de nombreux sports.

## Filmographie

### Cinéma
- 2007 : A Dennis the Menace Christmas : Dennis Mitchell
- 2007 : Murdering Mama's Boy : Todd
- 2009 : Like Dandelion Dust (en) : Joey Campbell
- 2010 : Radio Free Albemuth : Nick, enfant
- 2011 : Monsieur Popper et ses pingouins : Billy
- 2012 : Nature Calls
- 2013 : Gangster Squad : Charlie
- 2013 : Elysium : Max, jeune
- 2013 : Snake and Mongoose (en) : Jamie, jeune

### Télévision
- 2006 : Welcome to the jungle gym : Zeke
- 2006 : Urgences (saison 4, épisode 3) : Austin
- 2006 - 2011 : Brothers and Sisters (82 épisodes) : Cooper Whedon
- 2009 : Dangerous Women, série : un élève
- 2010 : Le Droit à l'amour (Class), téléfilm : Shane Burch
- 2011 : Game Time : Tackling the Past, téléfilm : Micah
- 2012 - 2013 : The Mob Doctor (2 épisodes), série : Max Kelton
- 2013 : Gutsy Frog : Thomas